# Богатово (Багратіоновський район)
Богатово (рос. Богатово) — селище Багратіоновського району, Калінінградської області Росії. Входить до складу Долгоруковського сільського поселення.
Населення — 16 осіб (2015 рік).

## Географія
Селище розташоване за 13 км від районного центру — міста Багратіоновська, 35 км від обласного центру — міста Калінінграда та 1101 км від Москви.

## Історія
Мало назви Розіттен та Борненен до 1946 року.

## Населення
За даними перепису 2010 року, у селі мешкало 16 осіб, з них 6 (37,5 %) чоловіків та 10 (62,5 %) жінок. Згідно з переписом 2002 року, у селі мешкало 40 осіб, з них 26 чоловіків та 14 жінок.

## Пам'ятки
У селищі збереглися:
- Школа Розіттена (1929).